# Boniface Toroitich Kiprop

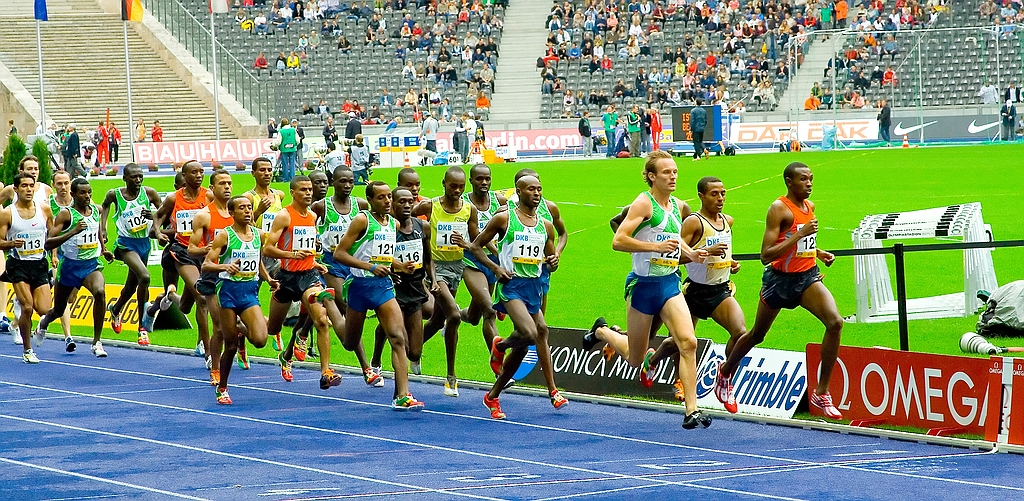
Boniface Toroitich Kiprop mit Nummer 116

Boniface Toroitich Kiprop (* 12. Oktober 1985 in Kwirwot, Distrikt Kapchorwa) ist ein ehemaliger ugandischer Langstreckenläufer.
2001 wurde er afrikanischer Juniorenmeister im 5000- und Vizejuniorenmeister im 10.000-Meter-Lauf und 2003 Juniorenmeister über beide Distanzen. Von 2002 bis 2004 landete er beim Juniorenrennen der Crosslauf-Weltmeisterschaften dreimal auf einem Treppchenplatz: 2002 in Dublin holte er Bronze, 2003 in Avenches und 2004 in Brüssel Silber. Ebenfalls 2004 wurde er Juniorenweltmeister über 10.000 m.
Zwar scheiterte er bei den Leichtathletik-Weltmeisterschaften 2003 noch über 5000 m im Vorlauf, im Jahr darauf wurde er dann aber Vierter über 10.000 m bei den Olympischen Spielen in Athen. Kurz danach verbesserte er den Juniorenweltrekord über 10.000 m auf 27:04,00 min.
2005 wurde er Siebter bei den Crosslauf-Weltmeisterschaften, wurde bei den Weltmeisterschaften in Helsinki Elfter über 5000 und Vierter über 10.000 m und verbesserte den ugandischen 10.000-m-Rekord auf 26:39,77 min.
Bei den Commonwealth Games 2006 in Melbourne holte er Gold; bei den Weltmeisterschaften 2007 in Osaka kam er über dieselbe Distanz auf den zehnten Platz.
Boniface Toroitich Kiprop gehört zum Stamm der Sebei, die der Ethnie der Kalendjin angehören und am Westhang des Mount Elgon leben. Er hat in seiner Heimat ein Trainingslager gegründet, zu dem auch sein Freund Moses Ndiema Kipsiro gehört. Wie dieser wird er von der englischen Firma PACE Sports Management betreut. Der ältere Bruder von Boniface, Martin Toroitich, ist ebenfalls als Langstreckenläufer erfolgreich.

## Bestzeiten
- 3000 m: 7:36,95 min, 26. Juli 2008, London
- 5000 m: 12:57,11 min, 25. Juli 2006, Stockholm
- 10.000 m: 26:39,77 min,[2] 26. August 2005, Brüssel
- 10-km-Straßenlauf: 27:58 min, 21. Mai 2006, Manchester